# Ana María Cotapos
Ana María Cotapos de Carrera (Santiago de Chile 1797- Santiago de Chile, 1833) fue una patriota chilena, quien apoyó el proceso de independencia de Chile frente a la dominación de España durante el siglo XIX.

## Vida personal
Ana María Cotapos nació en el seno de una familia criolla acomodada del Chile colonial.  
Fue esposa del militar y político independentista Juan José Carrera, hermano del también militar y caudillo José Miguel Carrera, desde 1812 hasta 1818, cuando éste murió fusilado en Mendoza. 
Al ser descubierta por apoyar la causa independentista de su marido y cuñados, fue acusada de conspiración política en contra de la corona española y recluida en un convento en 1817.
Documentos de la época indican que María Graham, escritora, cronista y botánica inglesa que recorrió parte importante de Chile a mediados del siglo XIX, la describió como: «Un sueño de esos que aparecen en la fantasía del romance. Sus ojos cautivaban y seducían a la vez; poseía una boca que ningún pintor ni el cincel de la escultura habría igualado en las Hebes y Gracias imaginadas por el arte».
Cotapos estuvo luego casada con Justo Salinas hasta 1833, año en que ella falleció.

## Legado
Como muchas mujeres de su época, Cotapos mantuvo una importante correspondencia personal. Sus cartas, especialmente las que se enviaba con sus cuñadas, Javiera Carrera y Mercedes Fontecilla, esposa de José Miguel Carrera, muestran el papel que tuvieron las mujeres de esta época como intermediarias entre las autoridades locales y sus parientes condenados por sedición.
Estas cartas también dejan ver sus ideales de un Chile libre y con un gobierno autónomo. 